# Windows Embedded Automotive 7
Windows Embedded Automotive 7 是 Microsoft 嵌入式平台团队（英语：Microsoft's embedded platforms team）开发的最新汽车操作系统，基于 Windows CE 平台。

## 开发
微软在 2010 年早些时候发布了 Windows Embedded Standard 7。 微软表示，Windows Embedded Compact 7 尚未投入生产，但仍有望在 2010 年年底之前完成。
公司发言人表示，Windows Embedded Automotive 7 和 Windows Embedded Compact 7 共享一些通用组件，包括用于 Windows Embedded UI 框架的 Silverlight，尽管 Windows Embedded Automotive 7 的开发旨在满足汽车行业的独特需求。

## 功能
Windows Embedded Automotive 面向制造汽车信息娱乐系统等组件的汽车制造商和供应商。 嵌入式平台为 OEM 提供了用于车辆通信、娱乐、导航和信息系统的基础。 据微软发言人称，最新版本的 Embedded Automotive 包括 Silverlight 支持、TellMe 语音支持和新的开发工具。